# Klarabergsviadukten

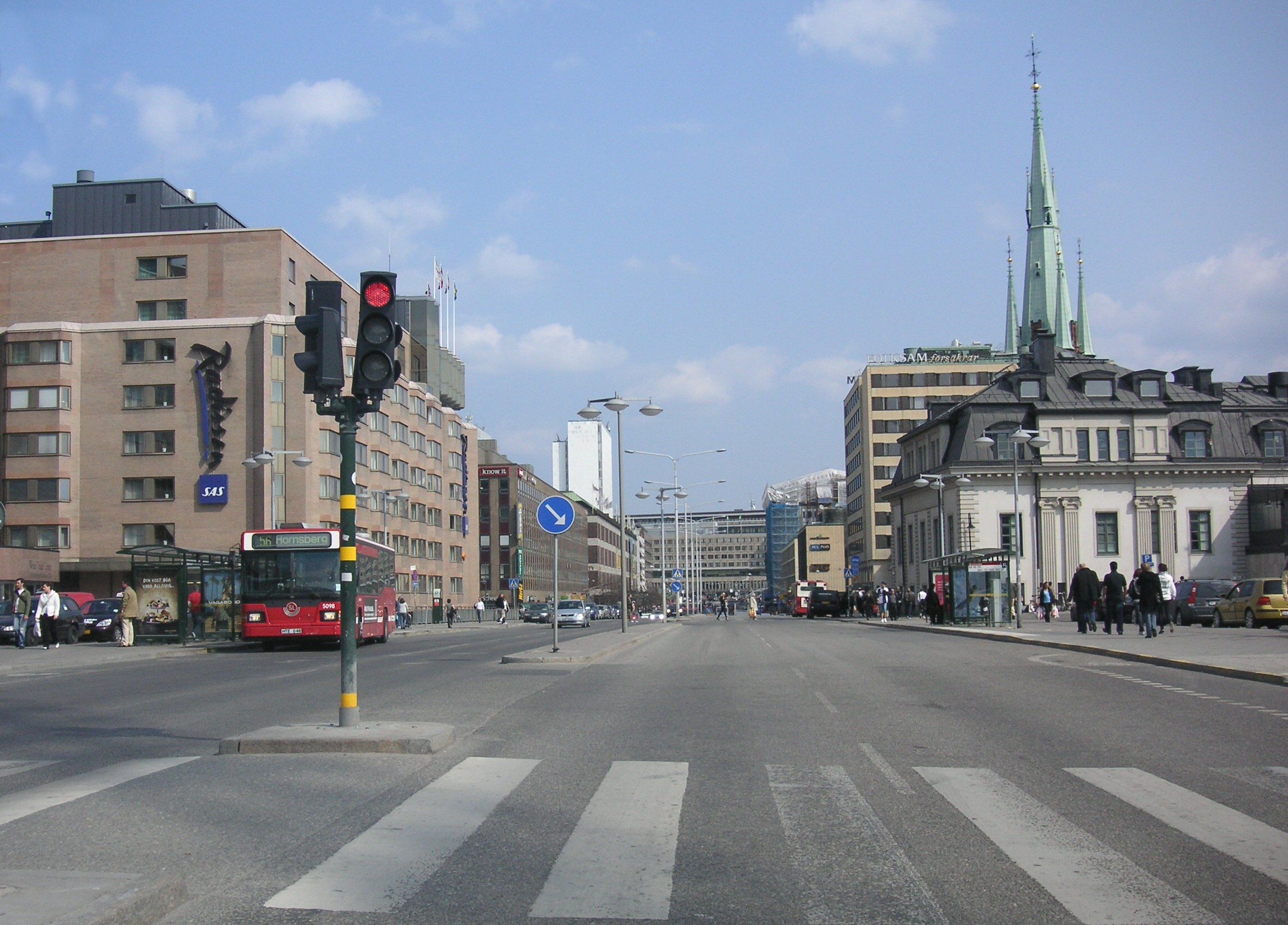
Klarabergsviadukten, vy mot Klarabergsgatan, april 2008.

Klarabergsviadukten är en viadukt mellan Norrmalm och Kungsholmen i Stockholm. Klarabergsviadukten är Klarabergsgatans förlängning mot väst och slutar vid Bolinders plan. Viadukten färdigställdes under två etapper och består av både betong- och stålkonstruktion. Klarabergsviadukten utgjorde en del av Klarabergsleden, en planerad öst-västlig huvudtrafikled som aldrig byggdes.

## Historik
Namnet "Klarabergsviadukten" fastställdes 1942. I samband med tillkomsten av Stockholms Bangårdspostkontor (se Klara postterminal) utfördes en del av Klarabergsviadukten 1944. Det var delen närmast väster om bangården som färdigställdes och som gav postterminalen en egen trafikanslutning. Arbetet med Klarabergsviadukten som den ter sig idag fullbordades 1961.
Klarabergsviadukten dimensionerades för den framtida Klarabergsleden. Bron blev därför trafikmässigt överdimensionerad. Vägverkets representanter menade att en avsevärd del av statsbidraget för bygget kunde ha använts på ett bättre sätt.

## Konstruktion
Viadukten består av olika delar. Från öst går den över Vasagatan och Centralplan med fyra spann och är en drygt 106 meter lång betongkonstruktion. På grund av den befintliga bebyggelsen kunde endast en 15 meter bred södra del färdigställas. Brons norra halva utfördes först på 1970-talet och går mycket nära hotell Royal Vikings huvudentré.
Viadukten över bangården är 136 meter lång och utfördes som en stålkonstruktion med körbana av betong. Till en början var bredden planerad till 24 meter vilket måste ökas till 31 meter. Med hänsyn till SJ:s krav utfördes spännvidden varierande mellan cirka 12 meter och 17 meter. Montagearbetena utfördes huvudsakligen nattetid och utan avstängningar för tågtrafiken.
Brodelen över Klara sjö fram till Bolinders plan är åter en betongkonstruktion med två spann à 41 meter och ett spann (närmast Bolinders plan) à 18,5 meter. Klarabergsviaduktens totala längd blir därmed 342,5 meter, ungefär lika lång som Klarabergsgatan.

## Bilder

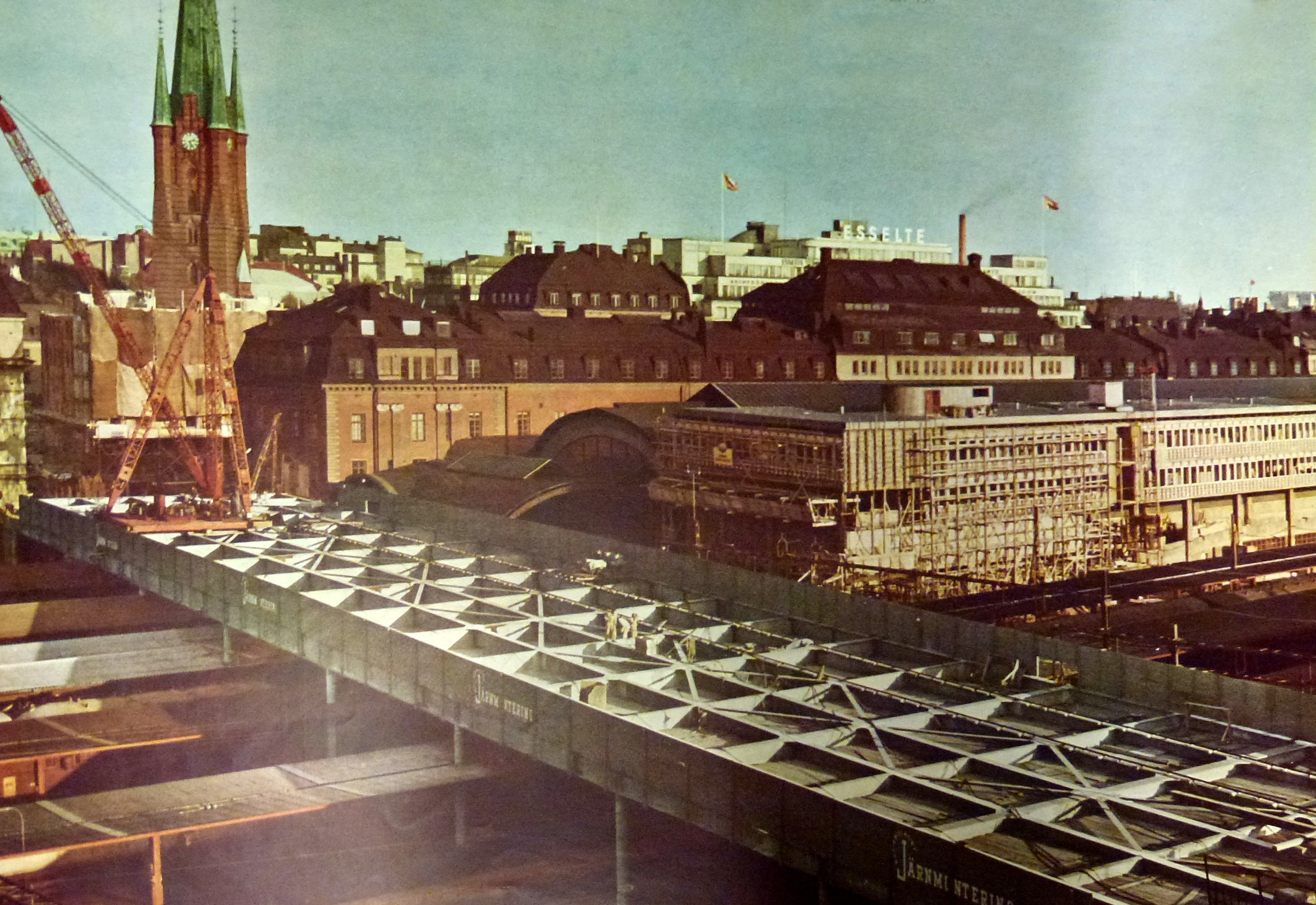
Stålbron över bangården under uppförande, 1950-tal. I bakgrunden syns Stockholms centralstation
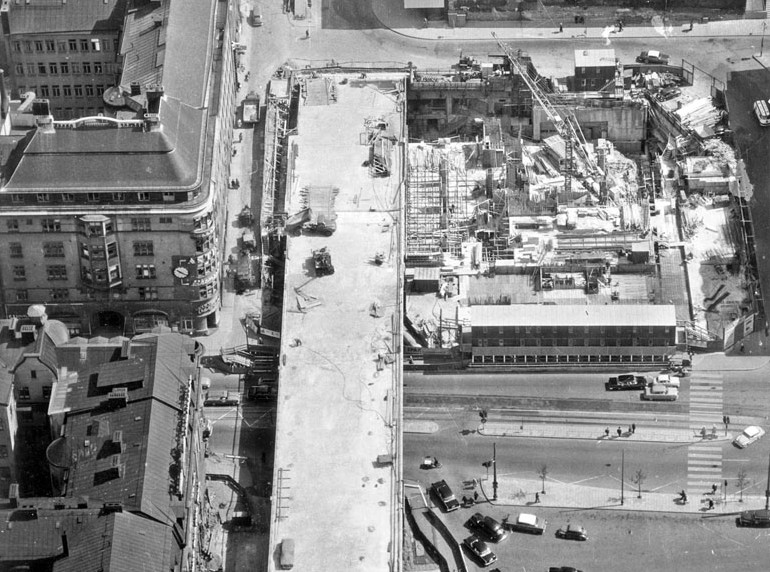
Viaduktens södra körbana fullbordad, flygfotografi av Oscar Bladh från 1960. Till höger syns Hotel Continental under uppförande
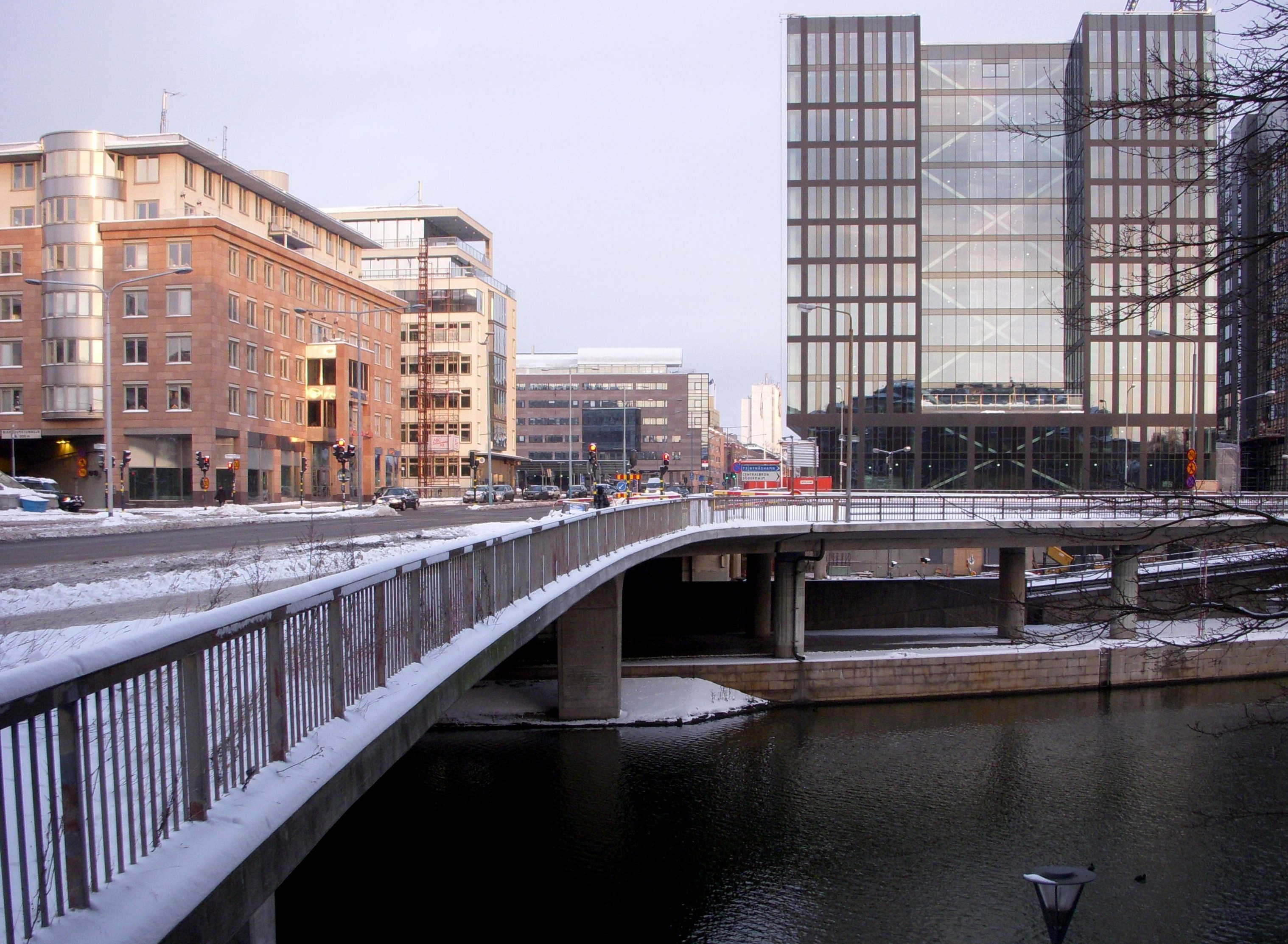
Klarabergsviadukten, vy mot Klarabergsgatan. Till höger syns en del av Stockholm Waterfront under uppförande, 2009
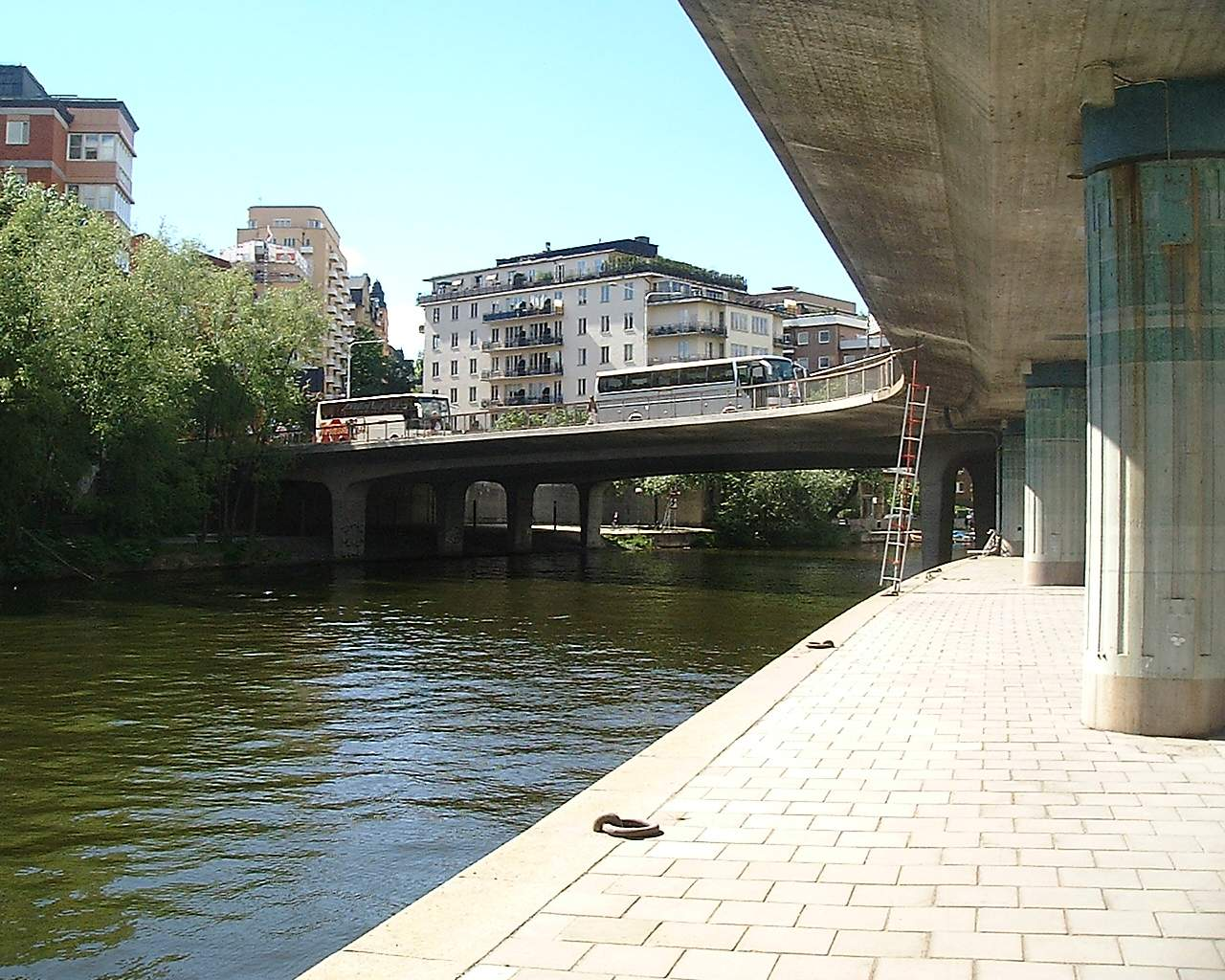
Klarabergsviaduktens östra ramp vid Klara sjö, juni 2007

## Byggnader
Vid Klarabergsviaduktens södra sida ligger den övre entrén till Stockholms centralstation och mot norra sidan finns sedan 1989 Cityterminalen med Stockholms World Trade Center. Nyaste byggnad (avser år 2010) vid Klarabergsviaduktens södra sida är Stockholm Waterfront.

## Klarabergsleden
Redan 1928 diskuterades Klarabergsleden, som skulle gå från Klarabergsgatan över bangården och Klara sjö, genom Serafimerlasarettets område och ner till Norr Mälarstrand. Efter andra världskriget var Stockholms trafikplanerare inställda på att den 31 meter breda Klarabergsleden skulle skapa en västlig-östlig huvudtrafikpulsåder vars delar skulle utgöras av en breddad Norr Mälarstrand, Klarabergsviadukten, Klarabergsgatan, Hamngatan och Strandvägen. Planerna att bygga Klarabergsleden skrinlades definitivt år 1974.